# Liste der Staatsblumen der Bundesstaaten der Vereinigten Staaten
Dies ist eine Liste der offiziellen und inoffiziellen Staatsblumen der Bundesstaaten der Vereinigten Staaten. 
Diese Pflanzen gelten als bundesstaatliche Wahrzeichen in den jeweiligen Bundesstaaten der Vereinigten Staaten:
| Bundesstaat                | Bild                       | Deutscher Name                     | Lateinischer Name         |
| -------------------------- | -------------------------- | ---------------------------------- | ------------------------- |
| Alabama                    | Kamelie                    | Kamelie                            | Camellia japonica         |
| Alaska                     | Alpen-Vergissmeinnicht     | Alpen-Vergissmeinnicht             | Myosotis alpestris        |
| Arizona                    |                            | Kandelaberkaktus                   | Carnegiea gigantea        |
| Arkansas                   | Apfelblüte                 | Apfelblüte                         | Malus domestica           |
| Colorado                   | Akeleien                   | Akelei                             | Aquilegia caerulea        |
| Connecticut                | Mountain laurel            | Breitblättrige Lorbeerrose         | Kalmia latifolia          |
| Delaware                   | Pfirsichblüte              | Pfirsichblüte                      | Prunus persica            |
| Florida                    | Orangenblüte               | Orangenblüte                       | Citrus sinensis           |
| Georgia                    | Cherokee-Rose              | Cherokee-Rose                      | Rosa laevigata            |
| Hawaii                     | Hibiscus brackenridgei     | Hibiskus                           | Hibiscus brackenridgei    |
| Idaho                      | Oregon-Pfeifenstrauch      | Oregon-Pfeifenstrauch              | Philadelphus lewisii      |
| Illinois                   | Veilchen                   | Veilchen                           | Viola                     |
| Indiana                    | Pfingstrose                | Pfingstrose                        | Paeonia                   |
| Iowa                       | Prärie-Rose                | Prärie-Rose                        | Rosa arkansana            |
| Kalifornien                |                            | Kalifornischer Mohn                | Eschscholzia californica  |
| Kansas                     | Sonnenblume                | Sonnenblume                        | Helianthus annuus         |
| Kentucky                   | Goldrute                   | Goldrute                           | Solidago                  |
| Louisiana                  | Immergrüne Magnolie        | Magnolie                           | Magnolia                  |
| Louisiana (Wildblume)      | Iris giganticaerulea       | Louisiana-Iris                     | Iris giganticaerulea      |
| Maine                      | Weymouth-Kiefer Zapfen     | Weymouth-Kiefer, Zapfen und Quaste | Pinus strobus             |
| Maryland                   | Schwarzäugige Rudbeckie    | Schwarzäugige Rudbeckie            | Rudbeckia hirta           |
| Massachusetts              | Maiblume                   | „Maiblume“                         | Epigaea repens            |
| Michigan                   | Apfelblüte                 | Apfelblüte                         | Malus domestica           |
| Michigan (Wildflower)      | Iris lacustris             | Schwertlilie                       | Iris lacustris            |
| Minnesota                  | Königin-Frauenschuh        | Königin-Frauenschuh                | Cypripedium reginae       |
| Mississippi                | Immergrüne Magnolie        | Immergrüne Magnolie                | Magnolia grandiflora      |
| Missouri                   | Weißdorn                   | Weißdorn                           | Crataegus                 |
| Montana                    | Lewisia rediviva           | Bitterwurz                         | Lewisia rediviva          |
| Nebraska                   | Riesen-Goldrute            | Riesen-Goldrute                    | Solidago gigantea         |
| Nevada                     | Wüsten-Beifuß              | Wüsten-Beifuß                      | Artemisia tridentata      |
| New Hampshire              | Gemeiner Flieder           | Gemeiner Flieder                   | Syringa vulgaris          |
| New Jersey                 | Pfingst-Veilchen           | Pfingst-Veilchen                   | Viola sororia             |
| New Mexico                 | Yucca                      | Yucca                              | Yucca                     |
| New York                   | Rose                       | Rose                               | Rosa                      |
| North Carolina             | Blüten-Hartriegel          | Blüten-Hartriegel                  | Cornus florida            |
| North Dakota               | Prärie-Rose                | Prärie-Rose                        | Rosa arkansana            |
| Ohio                       | Landnelke                  | Landnelke                          | Dianthus caryophyllus     |
| Oklahoma                   | Rose                       | Oklahoma-Rose                      | Rosa                      |
| Oklahoma (Florales Emblem) | Phoradendron serotinum     | Phoradendron                       | Phoradendron serotinum    |
| Oklahoma (Wildflower)      | Gaillardia pulchella       | Kurzlebige Kokardenblume           | Gaillardia pulchella      |
| Oregon                     | Gewöhnliche Mahonie        | Gewöhnliche Mahonie                | Berberis aquifolium       |
| Pennsylvania               | Breitblättrige Lorbeerrose | Breitblättrige Lorbeerrose         | Kalmia latifolia          |
| Rhode Island               | Veilchen                   | Veilchen                           | Viola                     |
| South Carolina             | Gelsemium sempervirens     | Carolina-Jasmin                    | Gelsemium sempervirens    |
| South Dakota               | Kuhschellen                | Kuhschellen                        | Pulsatilla hirsutissima   |
| Tennessee                  | Iris germanica             | Iris                               | Iris                      |
| Texas                      | Lupinus texensis           | Lupine                             | Lupinus texensis          |
| Utah                       | Calochortus nuttallii      | Mormonentulpe                      | Calochortus nuttallii     |
| Vermont                    | Wiesenklee                 | Wiesenklee                         | Trifolium pratense        |
| Virginia                   | Blüten-Hartriegel          | Blüten-Hartriegel                  | Cornus florida            |
| Washington                 | Küstenrhododendron         | Küstenrhododendron                 | Rhododendron macrophyllum |
| West Virginia              | Rhododendron               | Rhododendron maximum               | Rhododendron maximum      |
| Wisconsin                  | Viola papilionacea         | Viola papilionacea                 | Viola papilionacea        |
| Wyoming                    | Castilleja linariaefolia   | Castilleja linariifolia            | Castilleja linariifolia   |